# Xanthomyrtus leeuwenii
Xanthomyrtus leeuwenii är en myrtenväxtart som beskrevs av Friedrich Ludwig Diels och Andrew John Scott. Xanthomyrtus leeuwenii ingår i släktet Xanthomyrtus och familjen myrtenväxter. Inga underarter finns listade i Catalogue of Life.